# 自動車公正取引協議会
一般社団法人自動車公正取引協議会（じどうしゃこうせいとりひききょうぎかい）は、日本の自動車取引業者で構成される団体。元内閣府公正取引委員会所管。

## 概要
消費者庁 公正取引委員会から認定されたルールである「自動車公正競争規約」を運用する機関として設立された公益法人。昭和46年12月に設立された。

## 沿革
- 1971年12月21日 設立。
- 2013年3月21日 一般社団法人へ移行。

## 会員構成
普通会員（団体会員）８団体
- 日本自動車工業会
- 日本自動車販売協会連合会
- 全国軽自動車協会連合会
- 日本自動車輸入組合
- 日本自動車整備振興会連合会
- 日本中古自動車販売協会連合会
- 日本二輪車普及安全協会
- 全国オートバイ協同組合連合会

維持会員（個別会員）約19,400社
メーカー（14社）
- いすゞ自動車株式会社
- カワサキモータース株式会社
- スズキ株式会社
- 株式会社SUBARU
- ダイハツ工業株式会社
- トヨタ自動車株式会社
- 日産自動車株式会社
- 日野自動車株式会社
- 本田技研工業株式会社
- マツダ株式会社
- 三菱自動車工業株式会社
- 三菱ふそうトラック・バス株式会社
- ヤマハ発動機株式会社
- UDトラックス株式会社

ディーラー（約1,300社）
- 輸入車関係事業者
- 中古車販売事業者（約12,500社）
- 二輪車販売事業者（約5,500社）

賛助会員 ７団体
- 日本自動車査定協会
- 日本自動車連盟
- 日本自動車会議所
- 日本オートオークション協議会
- 日本二輪車オークション協会
- 全国二輪車用品連合会
- 日本自動車リース協会連合会

賛助会員（中古車情報媒体事業者）7社
- アイクコーポレーション〔MJ マガジン〕
- ニューズ・ライン〔月刊くるまる〕
- 日宣〔月刊オートガイド〕
- プロトコーポレーション〔Goo〕
- リクルートホールディングス〔カーセンサー〕
- ネットライフ㈲〔クロスロード〕
- ファブリカ コミュニケーションズ〔車選びドットコム〕

賛助会員（広告関係事業者）1社
- ㈱ホンダコムテック

賛助会員（車両状態表示（評価）実施事業者）３社
- ㈱ＡＩＳ
- 特定非営利活動法人日本自動車鑑定協会
- ㈱カークレド